# モービル1
モービル1（モービルワン、Mobil 1）は、エクソンモービルが販売している化学合成高性能エンジンオイルである。

## 概要
化学合成エンジンオイルの代名詞ともいえる商品。1977年から途中中断はあるものの、約10年近くに渡りオンエアされた、「マイナス40度の世界では、バナナで釘が打てます。新鮮なバラも、ほら、この通り。こちらは普通の高級オイル――」というテレビCM（ナレーション：政宗一成→内海賢二）で一躍有名になった。1960年代ごろ、極寒のもとで使用される航空母艦から発着艦する軍用機のベアリングを守るために開発された化学合成グリースがルーツである。1974年に「モービル1」の名で一般発売され、その後スーパーシンの配合により、高い油膜強度を保つオイルとして世界中で愛用されている。現在、日本で正規ルートにより販売されているモービル1は、SAE規格による粘度と、用途別に以下のライナップになっている。
（なお下記のリストにあるRPやFPなどといった名称はSM規格品以前まで設定されていた。SN規格品以降は名称が廃止）
- 5W-50 RF（ラリーフォーミュラ）
- 0W-40 RP（レースプルーブン）
- 5W-40 DE（ドライビングエクセレンス）
- 15W-50 TURBO（ターボ）
- 0W-20 EC（エコクルーズ）
- 0W-30 NA（ナチュラルアスピレーション）
- 5W-30 FP（ファインパフォーマンス）
- 10W-30 RM（ロードマスター）

以上の四輪車向けガソリン・ディーゼルエンジン共用8種類がある。 一時期、モーターサイクル（二輪車）用としてレーシング 4T 15W-50・10W-40の2種類があった。
二輪専用モービル1が販売される以前は、二輪車向け（オートバイ用オイル）としてDE、TURBOを推奨していた。四輪車向けSN規格化以後二輪車向けの正規品は廃止されている（四輪車向けの二輪車における使用の可否については明記なし）。
モービル1は販売国によって処方が異なり、日本で正規販売されているモービル1シリーズは、神奈川県にあるエクソンモービル有限会社の鶴見潤滑油製造所でブレンドされていたが、2011年4月、SN規格品に切り替わるのを契機にアメリカ本国生産品になった。2012年にエクソンモービル有限会社は日本から撤退し、EMGマーケティング合同会社が輸入・販売していたが、2017年1月の吸収合併に伴い、東燃ゼネラル石油、さらに同年4月の合併に伴い、ENEOS（当時の商号はJXTGエネルギー）子会社として設立されたEMGルブリカンツの販売となった。サービスステーションのENEOSブランドへの統合に伴い2018年10月より従前よりENEOSブランドであったサービスステーションにおいても取り扱いを開始し、ENEOSブランドのオイル（2020年8月頃まではSUSTINAやFINE、同月以降はXシリーズ）との併売となっていた。
2022年3月31日を以てEMGルブリカンツでのモービル潤滑油製品の国内販売契約は満了し、4月よりエクソンモービル・ジャパン合同会社での販売に変更された。併せてENEOSサービスステーションにおけるモービル1の取り扱いも終了した。

## エピソード
- モービル1は長らくPAOを主成分とした100%化学合成油であることをアピールしてきていたが、現在では水素化分解による高粘度指数鉱物油（ハイドロクラッキング、超精製油、高度精製鉱物油と同義語）を配合しているため、単に化学合成油と表示している。水素化分解油はAPI(アメリカ石油協会）の基油（ベースオイル）の分類でグループIIIのカテゴリーになる。
- 従来、化学合成油といえばグループIVのポリアルファオレフィン（PAO・オレフィンオリゴマーとも呼ばれる）、グループVのエステル系（ジエステル、ポリオールエステル他）、アルキルナフタレン、ポリブデンなどを指していたが、アメリカにおいてカストロールがグループIII基油を用いたSyntecという名のオイルを化学合成油（フルシンセティック）として販売した。この事に対してモービルは、「グループIII基油をベースに用いたエンジンオイルは、化学合成油ではない」と主張し、アメリカの広告審議を担当するNAD（National Advertising Division）に異議を申し立てた。しかし、評決はカストロールの勝訴となり、グループIII基油の化学合成油の表示が認められた。以後モービル1も追従してコストが安いグループIII基油を配合し、化学合成油として販売している（日本でも化学合成油の定義がないため、以降多くのオイル会社が基油の全部、あるいは一部にグループIII基油を使用したエンジンオイルを化学合成油、部分合成油、全合成油、化学合成系、あるいは100%化学合成油などいろいろな名称で販売するようになった。しかし具体的な基油についてはMSDSが参考となる）。
- 当初モービル1でグループIII配合はRMとFPだけであったが（PAO+Hydroprocessedと表記）、近年のコストアップを受けて、RF、TURBO、DE、EC、NAにも配合された（PAO+Catalytically processedと表記）。RPは粘度と規格の関係からPAOベースでモービル1を代表する看板商品だったが、2021年9月現在、RP のPAO 配合比率は10-20％に留まる。
- モービル1では各基油の配合比率はMSDSにて確認できていた（MSDSではPAOは合成炭化水素、エステルはエステル基油、水素化分解油は石油系炭化水素と表記されていた。以前は基油と添加剤の割合は容量のパーセンテージで、のちに重量比となっていたが最新版では組成は不表記となっている）。
- モービルはPAOを自社で製造できる数少ないオイル会社であり、世界で使用されるPAOの半分近くを製造している。現在、世界において商業規模でPAOを大量生産しているのはエクソンモービルケミカルの他、シェブロンフィリップス、イネオス オリゴマーズ、ネステオイル（唯一のPAOプラントをシェブロンフィリップスに売却するためPAO製造メーカーではなくなる）、ケムチュラなどで製造メーカーはさほど多くはない（小規模製造であればメーカー数は増えるが生産実態が不明な点が多く、シェアの多くは前記のメーカーで占められる）。モービルは低粘度から高粘度までの様々な種類のPAOを製造し多くのオイルブレンダーに供給している。
- Mobil 1の文字はF1の場でも多く目にするが、F1で使用されているオイルはイギリスのコリントン研究所でブレンドされており、市販品とは異なる。オートバックスがメインスポンサーとなってスーパーGT選手権に出場していたホンダARTA NSXには、市販品と同じモービル1 NA 0W-30を供給していると発表していた（マクラーレン供給油 Mobil 1 コンバイニング・グレーター・パフォーマンス・オイル）。
- 一時モービル1はTri-Synthetic (トリシンセティック)を謳い、PAO、エステル、そしてアロマ系のアルキルナフタレンを基油に用いた贅沢な処方になっていたが、現在ではコスト高になるためアルキルナフタレンの配合を止め、廉価価格のものではエステルの配合もしていない。代わりに添加剤SuperSyn（スーパーシン）による高性能をアピールしている。トリシンセティック時代はゴールド色の缶で売られていた。今でも「金缶の頃のモービル1は良かった」と懐かしむファンもいる。金色の缶になる前は銀色をイメージカラーとしており、ロングラン放映された有名なTVCMの影響もあって、未だに「モービル1＝シルバー」のイメージを持っている人も多い。アメリカでは上級品であるMobil 1 Extended Performance がボトルに金色基調のラベルを採用し、スタンダードなMobil 1 は今でも銀色を基調としている。
- ヨーロッパではスタンダードなモービル1シリーズに加え、ロングドレイン・Low Ash (低灰分）処方の低環境負荷ディーゼルエンジン対応のESPシリーズ（Mobil 1 ESP Formula、ESPはEmission System Protectionの略）があり、またアメリカでは同じくロングドレイン仕様の、エクステンドパフォーマンスシリーズ（Mobil 1 Extended Performance）や、過走行車向けにハイマイレージシリーズ（Mobil 1 High Mileage）など、豊富なラインナップが揃っている。日本で販売されているモービル1シリーズは、スタンダードクラスである（モービルブランドのトラック向けの化学合成油としてはデルバック1；Delvac Synがある）。なお、ヨーロッパ車のクリーンディーゼルモデルの輸入や国産車でも国内向けクリーンディーゼル車が増えたことに伴い、モービル1とデルバック1の両ブランドのESPシリーズが日本（JASO）とヨーロッパ（ACEA）の規格を両方持った商品として日本国内でも正規に取り扱われるようになった（ただし、ほどなくしてモービル1のESPはJASO規格のDL-1の対応を取りやめた。デルバック1においてはDH-2への対応を継続）。
- ディスカウントショップなどで販売されているプラスチックボトル入りのモービル1は、国産でなく並行輸入されたものである（ただし、SN規格化以前の正規ルートのモービル1は国産品であったため、厳密な意味での並行輸入では無い。化学合成ギヤオイルSHCに関しては、正規品でもEC製であり、プラボトルで売られている）。以前は4Lボトル入りのフランス製も流通していたが、現在見られる並行品はアメリカ製の1クォートボトル入りがほとんどである。
- オートバックスセブンのオリジナルのプライベートブランド（PB）のオイルはモービルが供給している。その関係上、以前はオートバックスのPBオイルであるヴァンテージシリーズの化学合成油の中身はモービル1であった。しかし現在ではモービル1とヴァンテージでは処方が異なる。API SL認証の取得はヴァンテージの方が早かった。なおエクソンとモービルの合併に伴い、エッソブランドの化学合成油ウルトロンとウルトラフロー、ゼネラルブランドのUNO GXの製造販売は中止され、日本国内に於けるエクソンモービル、東燃ゼネラル系列のサービスステーションで販売される自動車用潤滑油も、すべてモービルブランドに統一された。なお、JXTGエネルギーとしてエッソ・モービル・ゼネラルがENEOSブランドに統合されるまでの間、ENEOSブランドのサービスステーションではENEOSブランドのオイル（SUSTINA、FINE等（当時））と併売されていた一方、旧EMGブランドのサービスステーションではモービル1のみの取り扱いとなっており、ブランド転換された店舗から順次併売となった。また、グループ外でもミツウロコのサービスステーションにおいて取り扱いがある。

## ラインナップ・パッケージの変遷
- 昭和の時代、モービル1は5W-50のラリーフォーミュラと、5W-30のフォーミュラの2種のラインナップであった。これらは1L缶のみの販売であり、その缶はTVCMで馴染みが深い、銀と黒色を基調としていた。当時、ドライブショップなどでは5W-40のラリーという銘柄も売られていたが、これはフランス製のものであり、正規品ではなかった。
- その後、大手カー用品店チェーンが広まり、4L缶も販売されるようになる。当時、あるカー用品店のオリジナルブランドのヴァンテージ＜フォーミュラーラリー＞の中身は、モービル1のラリーフォーミュラと同じであった。しかし、販売価格ではモービル1より幾分安価に設定されていた。ある店では国産ラリーフォーミュラ、それと同じフォーミュララリー、そしてフランス製ラリーフォーミュラと、同じオイルが並んで売られており、三重価格をなしていた。APIのサービス規格がSGからSHに改正された時、モービル1は「そのままの処方でSH規格を取得した」として、その素性の良さをアピールする。なお、この当時のモービル1の承認欧州規格はCCMC G5 PD2。
- API規格がSJに変更される。この時、長らく「100%化学合成のモービル1は、ガソリンとオイル交換を節約するオイルなのです」というキャッチコピーと、銀色の缶（容器）、イメージカラーで親しまれてきたモービル1であったが、新たな処方である三種のベースオイルのブレンドを意味した、「トリシンセティックテクノロジー」を謳い、基油の表示も100%化学合成油からトリシンセティックに変更した。これを契機にイメージチェンジを図り、金色の缶で販売される。この時、SAE粘度のラインナップを増やしたが、5W-30のフォーミュラと、5W-50のラリーフォーミュラ（以下RF）は日本では廃番になった。代わりに0W-40の粘度にラリーフォーミュラの名が引き継がれた。しかし、当時はまだ「0Wはスポーツ走行には向かない」「走行性能を重視する者は高い粘度を選択する」という誤解が根強くあり、暫くして5W-50のRFが復活する。0W-40はレースプルーブン（以下RP）と名を変えて販売された。当時、省燃費規格のILSAC規格はGF-2の時代であったが、当初0W-40のRPはILSAC GF-2の認証を得ておらず、スターバーストマークがなかった。しかし、SL化待たずしてRPはフォーミュレーション（処方）を変更し、GF-2の認証を得た。この事からモービルのRPへの力の入れ具合が分かる。（但し、現在SAE粘度で40番のオイルは、ILSACのGF規格の認証は得られない。）ちなみに2009年のRPのHTHS粘度（高温高せん断粘度）は3.7mPasであるから、♯50、60番の高温要求値3.7mPasを最低基準ながらもクリアしている。モービル1は定価を設定しないオープン価格方式であるが、（純正部品ルートを除く）5W-50のRFは最も高い販売価格で売られ、モービル1シリーズのフラッグシップオイルとなっている。しかし、オイルの売価と品質、コストは必ずしも一致しない。RFはモービル1に高級イメージを与える販売戦略的なオイルである。5W-50のRFは「高粘度、ワイドレンジ、高価格程良いオイル…」という偏見を持ったユーザー向けのオイルであり、0W-40のRPの方がコストがかかり、製造技術的にも難しい。モービルもRPを看板商品に位置づけた。2009年現在の日本語版カタログでも表紙に写真が載っているのは一番高価なRFではなくRPであることからもそれが見て取れる。現在海外では5W-50より0W-40の方が高価格で販売されている。（中国などでは0W-40のみ金色のボトル入りで販売されており、他の粘度は銀色のボトルで販売されている。）
- トリシンセティックの名が市場に浸透せず、再び基油表示は100%化学合成油に戻すことになる。100%化学合成油という表示に戻してからも、金色の缶で販売されていたが、ある時期から10W-30のみハイドロプロセスト（グループIII）を配合し、ロードマスター（以下RM）と名付けられた。この時点でRMの基油の表示から100%の文字は消え、単なる「化学合成油」と表示を変更する。
- API規格がSLに移行し、モービル1も処方を変更してSL規格になった。SL化当初はまだ金色の缶で販売されていた。その後「スーパーシン」（SuperSyn）という耐摩耗剤が添加される様になり、同時にコスト高なトリシンセティックベースを見直す。この時、容器の缶の色が、金色から黄土色基調のグラデーションカラーに変更された。またオートバックスのみの専売で5W-30が復活し、30Vという銘柄で販売された。その後、5W-30もカタログ商品となり、一般的にFPという名で販売されるようになった。30VもFPもハイドロプロセストの配合油であったが、30Vには欧州の省燃費、かつロングライフ規格であるACEA A5の認証を得ていたが、後発のFPは省燃費規格のA1のみであった。（但し、RMはA5の認証も得ていた。）また、この頃からハイドロプロセスト（グループIII）の配合の有無に関わらず、全てのモービル1の基油表示は化学合成油に統一された。
- API規格がSMになり、モービル1もSM化に合わせて処方を変更する。SM化でさらなる品質の向上が期待されたが、0W-30のNAはSL時代にはACEA A5の認証を得ていたが、SM化でA1のみとなってしまった。また、一部の自動車メーカーのアプルーバル規格の認証に変更があった。
- APIのSNへの移行を待たずして、2007年、SM規格の間にベースオイルの処方が変更された。RP以外のモービル1シリーズ全てに水素添加精製油のグループIII基油であるキャタリカリープロセストが配合された。合わせてRMとFPも「Hydroprocessed」から「Catalytically processed」に表記が変更されている。この時、5W-30のFPはACEA A5の認証にグレードアップした。またメルセデスベンツのシートNo.229.1の旧アプルーバル規格の再取得は見送られ、229.5のみとなる。この時の配合の変更に関しては何のアナウンスもなく行われた。カタログ、WEBサイト、そして容器（缶）の側面の説明書きが「高性能ベースオイル、（PAO）…」であったのが、「高性能ベースオイル、（PAO＋Catalytically processed）…」と変更しただけである。webサイトはかなり遅れてから書き換えられた。これ以降、純粋な100%化学合成油はRPのみになってしまっている。
- 2009年夏、容器の缶のデザインが変更された。処方の変更は発表されていないがDEなどに、MB.229.1などのアプルーバル規格が再び記載された。粘度ごとにカラーリングが違うパッケージカラーの缶になっている。従来の黄土色のイメージカラーは0W-40のRPが引き継いだ。この時WEBサイトも一新され、PAOやCatalytically processedといった具体的な基油の表記がなくなり、残念な結果となっている。従来、化学合成基油であるPAOの優位性を声高くアピールしてきたモービルであったが、現在WEBサイト、雑誌広告、カタログ・パンフレット、そして容器にも一切PAO（ポリαオレフィン）の文字は見られない。
- 2010年10月から新規格であるSN/GF-5規格の運用が開始されたが、SN規格のモービル1は世界的にこの時点では発売されていない。SN規格にはならなかったものの同時期に日本製のモービル1の容器デザインおよび規格表記が変更された。SuperSynの表示がなくなり、EolcsのAPI CFが廃止になったことから、API SM/CFがAPI SMと表示され、CFは相当規格扱いでSMとは離して表示された。また0W-20、0W-30に表記があったACEA A1/B1規格がSN規格品となるまでの間だけ一時的に外された。（処方の変更はなし）
- 2011年4月より国内品のMOBIL1がSN規格品に切り替えられる。製造国および容器のデザイン変更と共に国内品において従来使用されていた粘度別の名称（RF,RP,DE等）が廃止された。またユーザーに違いがわかり易いようにパッケージにはそれぞれのオイルのコンセプトや特長が英語と日本語で表記される様になった（例：0W-40 Ultimate Performance スポーツドライビングに最適/5W-30 Fuel Economy 優れた省燃費性能 など）。0W-30はSM規格品で無くなっていたACEA A5規格が復活している。
- 2020年5月からSP/GF-6規格が運用開始され、それに伴い同年8月頃より0W-20、0W-30、5W-30、10W-30のSP規格品が登場。
- 2016年11月、EMGマーケティング合同会社の東燃ゼネラル石油への吸収合併に伴い、2017年1月製造分からパッケージ上部に東燃ゼネラル石油の刻印が入るようになる。
- 2017年4月にEMGルブリカンツに変更されたことにより、東燃ゼネラル石油製刻印の上にEMGルブリカンツのシールを貼ったパッケージが流通。その後刻印へと切り替えられた。

ハイドロプロセスト、キャタリカリープロセスト
石油重質分やワックスを高温・高圧化で水素を添加し、金属触媒を用いて分解、あるいは異性化し、不純物が少なく、高い粘度指数を持つ鉱油系ベースオイルの精製法。（主な基油にVHVI、MC分解などがある。）PAOより摩擦係数が低く、省燃費効果が高い油種もあり、また油膜が厚くショックの緩衝効果は高い油種もあるが、酸化安定性、耐熱性、低蒸発性など総合的にはPAOには敵わない。特に流動点の低さと低温流動性は大きな開きがある（ただし高度なワックス異性化を行ったものなどであれば低温流動性などを含めPAOと同等の性能を持たせることも可能）。生産には水素処理等にある程度のエネルギーの投資が必要となるもののPAOなどと比較するとコストが安くつき、高品質オイルが製造できるので、多用されるようになってきている。APIではグループIIIに分類される。石油・精製会社により製法、品質が異なる。また、従来から化学合成油として販売されていた、原料に天然ガス（GTL）を用いた、フィッシャー・トロプシュ法による高性能ベースオイル（XHVIなど）も分類上はグループIIIに含まれる(便宜上、一定以上の品質を持つGrIII基油はGrIII＋などと称される事もある)。

## 認証・適合規格 （2011年現在）
以下は2011年の4月に切り替わったSN規格製品の適合規格である。
＜0W-40＞旧・RP(レースプルーブン)
API：SN
ACEA：A3/B3, A3/B4
NISSAN GT-R
取得アプルーバル：MB-Approval 229.5/229.3, BMW LONGLIFE 01, PORSCHE A 40,
VW 505.00/502.00, Chrysler MS-10850, OPEL GM-LL-B-025/GM-LL-A-025
＜5W-50＞旧・RF（ラリーフォーミュラ）
API：SN
ACEA：A3/B3, A3/B4
LEXUS LFA
取得アプルーバル：MB-Approval 229.3/229.1, BMW High Performance Diesel Oil, VW 505.00/501.01, PORSCHE A40
＜15W-50＞旧・TURBO
API：SN
ACEA：A3/B3, A3/B4
＜5W-40＞旧・DE（ドライビングエクセレンス）
API：SN
ACEA：A3/B3, A3/B4
取得アプルーバル：MB-Approval 229.3/229.1, PORSCHE A40, VW 505.00/502.00
＜5W-30＞旧・FP（ファインパフォーマンス）
API：SN ILSAC：GF-5
ACEA：A1/B1, A5/B5
Ford WSS-M2C946-A/WSS-M2C929-A
相当規格：GM 6094M/4718M
＜10W-30＞旧・RM（ロードマスター）
API：SN ILSAC：GF-5
ACEA：A1/B1, A5/B5
相当規格：GM 6094M/4718M
＜0W-30＞旧・NA（ナチュラルアスピレーション）
API：SN ILSAC：GF-5
ACEA：A1/B1, A5/B5
Ford WSS-M2C946-A/WSS-M2C929-A
相当規格：GM 6094M/4718M
＜0W-20＞旧・EC（エコクルーズ）
API：SN ILSAC：GF-5
ACEA：A1/B1
Ford WSS-M2C946-A/WSS-M2C929-A
相当規格：GM 6094M
上記では省略しているが全てAPI：CF規格相当品である。APIではCF規格が廃番となり正式表記出来ないため“相当”表記となっている。なおSM規格品も2010年10月より同様の表記となっていた。

以上国内正規品。
なおモービル1はトヨタ、ダイハツ、ホンダの補修用部品として準純正指定にもなっている。
欧州仕様ロングライフ、低エミッション・低硫酸灰分、リン分、硫黄分（Low SAPS）オイル
＜ESP Formula＞ （SAE 5W-30）
API (Engine Test Reqirements) SN、
API  CF、
ACEA C2/C3、
JASO DL-1、
BMW Longlife 04、
Mercedes Benz MB-Approval 229.31/229.51/229.52、
Volkswagen (Gasoline / Diesel) 504.00 / 507.00、
Porsche  C30、
PSA B71 2290 / B71 2297

## スペック（2009年現在）
以下に0W-40のデータの詳細を示す。
規格
- 承認
  - API SM/SL/SJ/CF、ACEA A3/B3、A3/B4、NISSAN GT-R

- メーカーアプルーバル
  - MB-Approval 229.3、MB-Approval 229.5、OPEL Long Life Service Fill GM-LL-A-025、OPEL Diesel Service Fill GM-LL-B-025、BMW LONGLIFE OIL 01、VW 502 00、VW 505 00、PORSCHE A40

- 推奨
  - SAAB、FIAT FIAT 9.55535 - M2、FIAT FIAT 9.55535 - N2、FIAT FIAT 9.55535 - Z2

代表性状
- 動粘度 ： ASTM D 445cSt@ 40℃ 78.3　　cSt @ 100 °C 14
- 硫酸灰分 ： wt%、ASTM D 874 1.2
- リン ： 0.1
- 引火点 ℃ ： ASTM D 92 230
- 密度 ： @15℃ kg/l、ASTM D 4052 0.85
- 全塩基価 ： (TBN) 11.3MRV@－40℃ 26242
- 粘度指数 ： 186
- HTHS粘度 ： mPa•s　 @ 150℃、ASTM D 4683 3.7